# 1971 a labdarúgásban
A következő események történtek a világ labdarúgásában az 1971-es évben.

## Események
- január 2. – A második Ibrox-katasztrófa. Az Ibrox Park lépcsőháza leszakadt, mikor a szurkolók éppen kifelé tartottak a stadionból a Rangers-Celtic mérkőzésről. 66 ember meghalt, és több, mint 200-an megsérültek.
- A Copa Libertadorest a Nacional nyerte, miután összesítésben 2–0-ra legyőzte az Estudiantes de La Plata csapatát.
- május 20. – az AFC Ajax megnyerte a holland kupát, miután a második mérkőzésen 2–1-re legyőzte a Sparta Rotterdamot.

## Nemzetközi versenyek
- 1971-es brit hazai bajnokság (1971. május 15. – május 22.)

 Anglia
- Pánamerikai játékok Kolumbiában (1971. július 31. – augusztus 12.)
  - Aranyérem:  Argentína
  - Ezüstérem:  Kolumbia
  - Bronzérem:  Kuba

## Születések

### Január
- január 2. – Slobodan Komljenović, szerb labdarúgó
- január 5. – Bjørn Otto Bragstad, norvég labdarúgó
- január 10. – Rudi Istenič, szlovén labdarúgó
- január 14. – Bert Konterman, holland labdarúgó
- január 16. – Ulrich van Gobbel, holland labdarúgó
- január 18. – Josep Guardiola, spanyol labdarúgó
- január 26. – Giuseppe Pancaro, olasz labdarúgó
- január 29. – Jörg Albertz, német labdarúgó

### Február
- február 1. – Zlatko Zahovič, szlovén labdarúgó
- február 4. – Maarten Atmodikoro, holland labdarúgó
- február 20. – Jari Litmanen, finn labdarúgó

### Március
- március 4. – Jovan Stanković, szerb labdarúgó
- március 13. – Allan Nielsen, dán labdarúgó
- március 15. – Joachim Björklund, svéd labdarúgó
- március 18. – Jerzy Brzęczek, lengyel labdarúgó
- március 26. – Liviu Ciobotariu, román labdarúgó

### Április
- április 9. – Víctor López, uruguayi labdarúgó
- április 15. – Finidi George, nigériai labdarúgó

### Május
- május 14. – Martin Reim, észt labdarúgó

### Június
- június 3. – Luigi Di Biagio, olasz labdarúgó
- június 9. – Gilles De Bilde, belga labdarúgó
- június 14. – Håkan Mild, svéd labdarúgó
- június 24. – Thomas Helveg, dán labdarúgó
- június 28. – Fabien Barthez, francia labdarúgó

### Július
- július 26. – Mladen Rudonja, szlovén labdarúgó

### Augusztus
- augusztus 10. – Roy Keane, ír labdarúgó
- augusztus 18. – Patrik Andersson, svéd labdarúgó
- augusztus 23. – Demetrio Albertini, olasz labdarúgó
- augusztus 26. – Osman Özköylü, török labdarúgó
- augusztus 27. – Ernest Faber, holland labdarúgó
- augusztus 29. – Marco Sandy, bolíviai labdarúgó

### Szeptember
- szeptember 1. – Hakan Şükür, török labdarúgó
- szeptember 3. – Paolo Montero, uruguayi labdarúgó
- szeptember 9. – Mikel Lasa, spanyol labdarúgó
- szeptember 9. – Johan Mjällby, svéd labdarúgó
- szeptember 13. – Mladen Dabanovič, szlovén labdarúgó
- szeptember 20. – Henrik Larsson, svéd labdarúgó
- szeptember 29. – Jeffrey Talan, holland labdarúgó

### Október
- október 4. – Jorge Costa, portugál labdarúgó
- október 5. – Bertrand Crasson, belga labdarúgó
- október 7. – Ismael Urzaiz, spanyol labdarúgó
- október 8. – Miran Pavlin, szlovén labdarúgó
- október 13. – André Bergdølmo, norvég labdarúgó
- október 15. – Andy Cole, angol labdarúgó
- október 16. – Geert De Vlieger, belga labdarúgó
- október 21. – René Ponk, holland labdarúgó
- október 25. – Geoffrey Prommayon, holland labdarúgó
- október 26. – Didier Martel, francia labdarúgó

### December
- december 2. – Francesco Toldo, olasz labdarúgó
- december 3. – Henk Timmer, holland labdarúgó
- december 7. – Spira Grujic, szerb labdarúgó
- december 8. – Abdullah Ercan, török labdarúgó
- december 26. – Mika Nurmela, finn labdarúgó
- december 28. – Sergi Barjuán, spanyol labdarúgó
- december 29. – Niclas Alexandersson, svéd labdarúgó

## Halálozások
- június 30. – Georgi Aszparuhov (28), bolgár labdarúgó
- június 30. – Nikola Kotkov (32), bolgár labdarúgó
- július 13. – Harry Dénis (74), holland labdarúgó (* 1896)
- augusztus 5. – Ber Groosjohan (74), holland labdarúgó (* 1897)